# Saharenana
Saharenana – rzeka w północnej części Madagaskaru. Jej źródła znajdują się w okolicach Joffreville, przecina Route nationale 6 w pobliżu Antananandrenitelo i wpada do Oceanu Indyjskiego.